# Внуково (Рязанская область)
Вну́ково — село Горностаевского сельского поселения Михайловском районе Рязанской области России.

## Этимология
- Название села произошло от фамилии землевладельца Внукова[3].
- Нередко землевладелец закреплял свои земельные владения за малыми детьми и внуками. Возможно отсюда и название деревни[4].

## География
Село Внуково расположено при речке Линёвке в 21 км от г. Михайлова и в 82 км — от Рязани.

## История
В древности Внуково в качестве деревни принадлежало к приходу села Спаса Щебененского.
Разоренная от воинских людей, она стояла долгое время пустующей, так что «не осталось той деревни ни единого двора».
В 1616 году Внуково значится пустошью.
«Потом поселились здесь люди разных городов и сёл и разных помещиков крестьяне».
К 1676 году Внуково уже было селом с приходскою Преображенской церковью.
Усадьба в селе основана во второй половине XVIII века помещиком П. А. Кондыревым, женатым на П. С. Власьевой. 
В середине XIX века в селе было две усадьбы. 
Одна принадлежала братьям полковнику В. П. Давыдову (г/р 1800) и капитану А. П. Давыдову (г/р 1802) с женой А. П. Давыдовой и в начале XX века оставалась во владении рода.
Хозяином второй усадьбы был генерал-майор С. А. Протасов (г/р 1787), женатый на В. И. Кашинской. Позже епифанский помещик поручик А. Ф. Страхов (1812—1875), женатый первым браком на Н. В. Сергеевой (ум. до 1850). В конце XIX века и в начале XX века их детям.
В селе существовал Внуковский конный завод М. П. Давыдова. В 1835 году в нём числилось 3 жеребца, 12 кобыл и 37 приплодных лошадей.
В 1850 году в селе было 5 помещиков.
С 1841 года по 1865 год в селе Внуково существовала церковно-приходская школа.
В 1865—1887 годах обучение детей совершалось в школах грамотности причетниками, помещиками и грамотными крестьянами.
В 1888 году опять открыта церковно-приходская школа.
В июле 1906 года произошли массовые выступления крестьян (разгромлено имение).
До 1924 года деревня входила в состав Горностаевской волости Михайловского уезда Рязанской губернии.

## Население
| 1859 | 1897 | 1906 | 1929 | 2007 | 2010 |
| ---- | ---- | ---- | ---- | ---- | ---- |
| 664  | ↘649 | ↗691 | ↘282 | ↘7   | ↘0   |

## Преображенская церковь

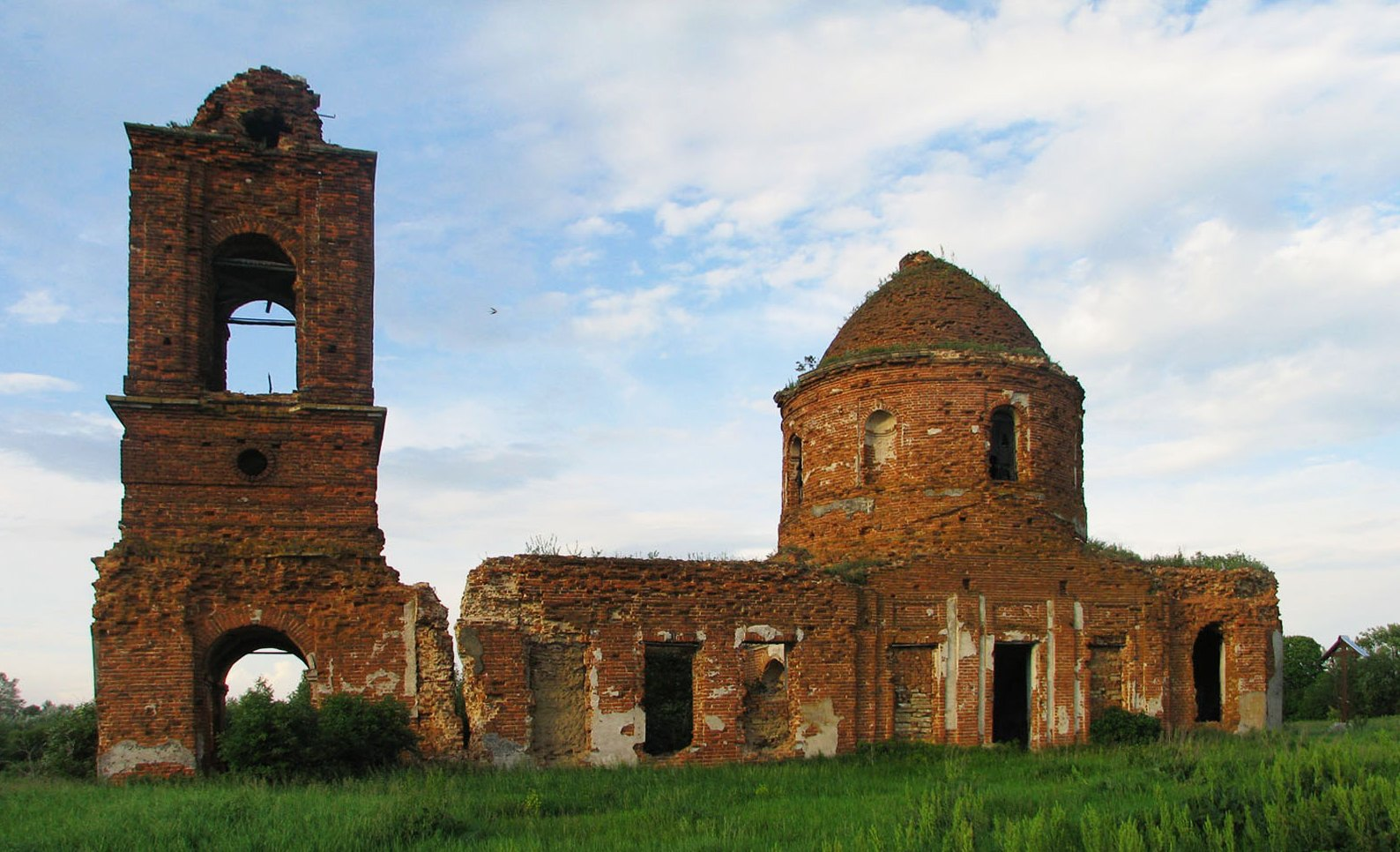
Преображенская церковь. 2012 год

Преображенская церковь упоминается в 1676 году.
В 1797 году взамен старой на средства помещицы П. С. Кондыревой построена, ныне существующая, каменная церковь.
Вокруг церкви была построена каменная ограда.
Церковь состояла из алтаря, средней части и трапезы.
Колокольня соединена с церковью.
Стены внутри окрашены и купол в средней части расписан живописью.
Над главным престолом была устроена холщевая сень.
В 1936—1937 годах здесь служил новомученик отец Гавриил Масленников.
Ныне храм давно закрыт и разорён.
Престолы
- Преображения Господня
- придел — Божией Матери Всех скорбящих Радость (1797)

Ценности и документы
- Иконостас нового устройства (середины XIX в.).
- Икона Всех Скорбящих Радость (чествуется как чудотворная).
- Из церковной утвари и различных принадлежностей ничего достопримечательного не было.
- Церковная библиотека содержала около 100 названий книг.
- Метрические книги с 1780 года.
- Опись церковного имущества — с 1883 года.
- Приходорасходные книги — с 1816 года.
- Копии с исповедных росписей — с 1826 года.

Штат
- до 1810 года — 2 священника, диакон, 2 причетника,
- с 1810 года до 1885 года — священник, диакон, 2 причетника.
- с 1885 года — священник, диакон, псаломщик.

Содержание
- плата за требы.
- денежный сбор при хождении по домам в праздники Рождества, Крещения Господня, Пасхи, Преображения, Скорбященской иконы Божьей Матери и в сельце Иванькове в день рождения Иоанна Предтечи и архистратига Михаила — в размере 40 копеек на Пасху и 20 копеек с двора в другие праздники.
- хлебный сбор — по два печёных хлеба и по два пирога со двора в год, и доход от церковной земли усадебной 2 десятины 1262 кв. саженей и пахотной 80 десятин.
- помещики давали причту сено (50 возов священнику, 25 диакону и 15 причетнику) лес на строительные нужды и помогали в производстве полевых работ.

Состав прихода
- Внуково
- Конуры
- Иваньково
- Федоровские Выселки
- Самара
- Хрущёвские Выселки
- Тёплое
- Линёвка
- Спасские Выселки

В 1890 году число прихожан составляло 1842 человека. Все они православные.